# Sá e Guarabyra
Sá & Guarabyra foi uma dupla musical brasileira formada em 1971, pelos compositores e cantores Luiz Carlos Sá e Guttemberg Guarabyra.
O primeiro sucesso de Guttemberg Guarabyra veio em outubro de 1967, quando ficou em primeiro lugar no Festival Internacional da Canção com a música "Margarida" apresentada com o Grupo Manifesto, do qual fazia parte. Já Luiz Carlos Sá teve seu primeiro grande sucesso gravado por Pery Ribeiro em 1966, "Giramundo". Eram artistas solo até os dois formarem, juntamente com Zé Rodrix (que antes era do grupo Som Imaginário), o trio Sá, Rodrix e Guarabyra, que alcançou o sucesso a partir de 1972, gravando dois LPs pela Odeon — Passado, presente e futuro e Terra — e se apresentaram, em julho de 1972, em um espetáculo no Teatro Opinião, no Rio de Janeiro, seguido de espetáculos e aparições na televisão. Nessa época, Sá e Guarabyra receberam prêmios de publicidade pelo jingle "Só Tem Amor Quem Tem Amor pra Dar", criado para a Pepsi. Gravaram também um compacto com duas músicas: Viajante e Ribeirão, bons exemplos do estilo Rock Rural, criado pelo trio. 
Em 1973, Zé Rodrix separou-se do grupo, e então a formação passou a ser Sá & Guarabyra em definitivo. Gravariam ainda pela Odeon o LP Nunca (1974) e pela Continental, o disco Cadernos de viagem (1975). Após um longo período fora dos estúdios de gravação, voltaram com um de seus melhores trabalhos: o disco "Pirão de Peixe com Pimenta" (1977) com os sucessos Sobradinho e Espanhola. Pela mesma gravadora Som Livre, lançaram em 1979 o LP "Quatro", que apresentou a faixa "Sete Marias" como carro-chefe do disco. Em 1982, gravaram ao vivo o disco "10 anos juntos", uma coletânea de sucessos do trio e da dupla, onde foram apresentadas as canções "Dona" e "Caçador de Mim", músicas que são conhecidas no Brasil inteiro e tocadas até hoje em todas as rádios do país. Na época o disco vendeu aproximadamente 1 milhão e meio de cópias, sendo assim o trabalho mais bem sucedido comercialmente da dupla.  
A dupla fez grande sucesso nas décadas de 1970 e 80, com as canções "Dona" e "Espanhola", esta última composta com Flávio Venturini, em 1976. Outro sucesso foi a canção "Verdades e Mentiras", uma entre as 100 canções mais tocadas nas rádios do país no ano de 1985 , após ter sido incluída na trilha sonora da telenovela Roque Santeiro da Rede Globo.
Em 2001 houve o retorno de Zé Rodrix, gerando o primeiro DVD do trio, "Outra Vez na Estrada" e em 2009 o lançamento do quarto disco reunindo o trio: "Amanhã".
Em 2015, a dupla apresentou seu "Songbook". Em Livro, pela Editora Lumiar, reunindo 35 canções e em "CD" reunindo 14 canções pela Gravadora Kuarup. São trabalhos que apresentam o melhor da produção dos artistas, que são grande referência na MPB, principalmente para quem gosta de ouvir e tocar violão. O Livro apresenta as partituras e as cifras de canções como "Dona", "Espanhola", "Caçador de Mim", além dos sucessos do trio Sá, Rodrix e Guarabyra. Ótima oportunidade para quem quer conhecer o trabalho desses grandes compositores.

## Rock Rural

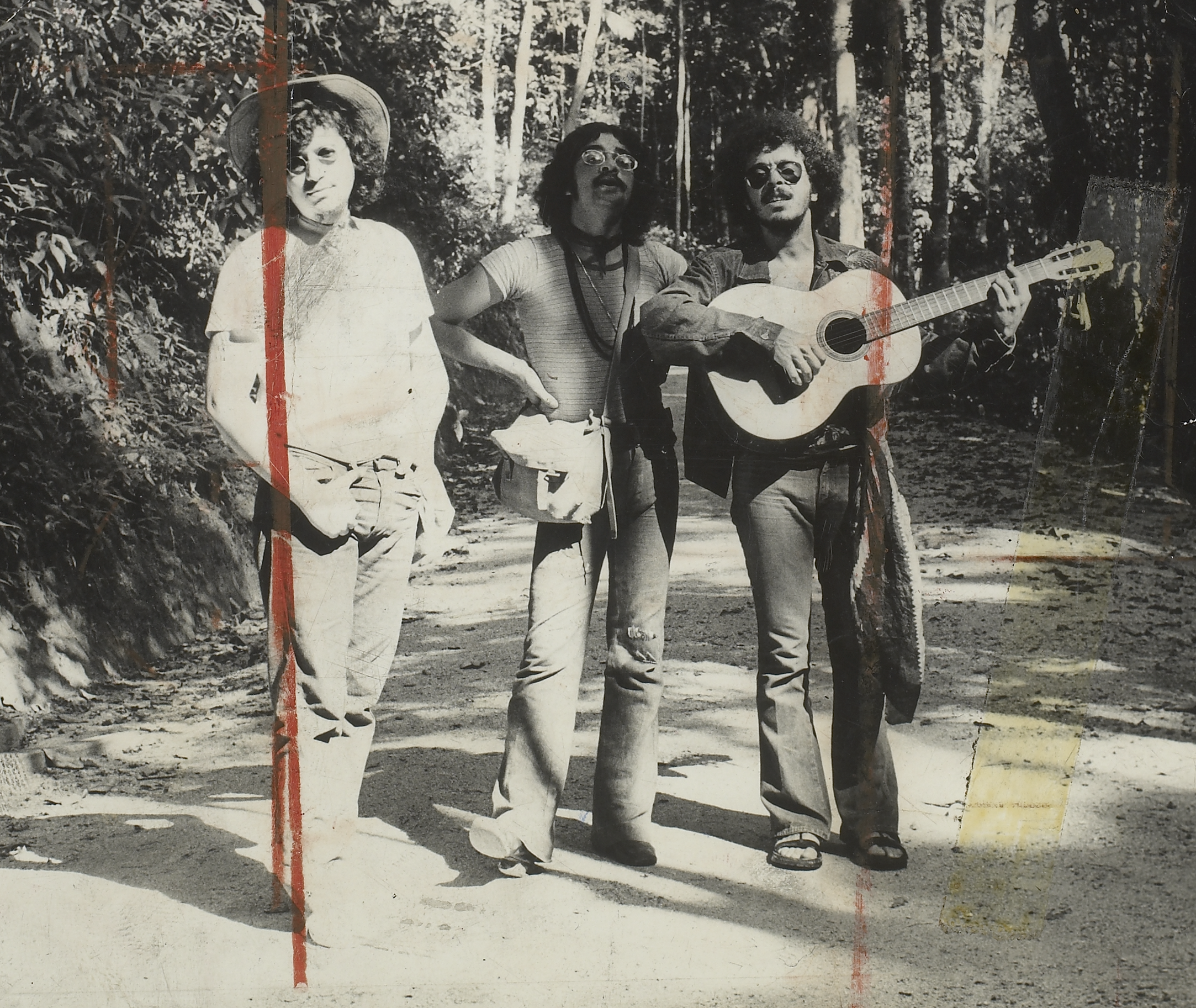
A dupla em 1972 ainda com a formação Sá, Rodrix e Guarabyra

Rock Rural é um estilo musical criado por Sá, Rodrix e Guarabyra na década de 70, o rock rural incorporou influências do folk-rock e da música country anglo-saxônicos ao estilo da toada lusitana, com uma linguagem poética que se refere aos temas do campo, resultando numa musicalidade com ritmo de balada pop.
Num nível mais específico, é possível encontrar uma variedade de denominações no que se refere às versões urbanas do universo rural no formato de música popular. O rock rural contribuiu para um processo de reavaliação da cultura popular, que culminaria mais tarde com o estabelecimento dos valores do mundo rural como algo cool, aceito pela população urbana.
Nesse contexto, o rock rural foi um movimento pioneiro. Sem ter a intenção declarada por seus criadores, utilizou a técnica da antropofagia criada por Oswald de Andrade em Manifesto Antropofágico, parte do Movimento Modernista de 1922, que introduziu o Brasil nos conceitos de vanguarda da produção cultural do Ocidente no início do século XX.
Há vinte anos seria impensável ter telenovelas de abrangência nacional tratando de temas do mundo rural. A aceitação do universo caipira como uma produção cultural de valor semelhante aos demais estilos estabelecidos e aceitos como identidade nacional é um fenômeno recente e resultado de inúmeras iniciativas. Dentre elas, o trabalho de pesquisa e registro da música caipira (ou música sertaneja) levado a cabo por Marcus Pereira tem um valor histórico monumental, semelhante à iniciativa pioneira de Cornélio Pires na década de 20. Porém, essa cultura rural, tendo como vanguarda a música, caipira, de início, música sertaneja posteriormente, mesmo tendo um público considerável, permanecia sob o rótulo de 'cultura de segunda categoria'. O falar errado do peão, a gramática por vezes imperfeita em clássicos como Tonico & Tinoco. O próprio sotaque do 'erre' aberto era evitado, trocado pelo 'erre' de garganta – a porta pronunciada 'porrta', numa clara discriminação do universo caipira – o falar do Jeca. A não ser que fosse com caráter cômico, como nas obras de Mazzaropi, o universo caipira era uma cultura de segunda classe. 
Retornando ao rock rural, outros artistas desenvolveram a tendência incluindo outras sonoridades, como o veterano do rock brasileiro, Eduardo Araújo. Sua versão do clássico "Telhado de Zinco" mostrava a influência de Joe Cocker no estilo vocal e guitarras que aprenderam a técnica de Jimi Hendrix, ambos imortalizados em Woodstock.
Depois vieram Renato Teixeira, Zé Geraldo, Almir Sater. A mudança de Sérgio Reis, da Jovem Guarda, "Coração de Papel", para o campo sertanejo com "Menino da Porteira", foi um fator relevante nesse processo antropofágico que finalmente estabeleceu o universo rural como algo a ser respeitado pela 'intelligentsia' nacional como um componente indispensável no caldeirão cultural brasileiro, entre outras razões, por sua beleza peculiar.
A presença das guitarras, a explosão sertaneja, a ocidentalização do universo caipira. Esse fenômeno que está em pleno desenvolvimento deveu-se a vários fatores e recebeu a contribuição de uma gama considerável de agentes culturais. Dentre eles, o rock rural, anunciando alto e claro que ser caipira e sertanejo não é pra qualquer peão, tem que ter poeira vermelha no coração, foi e continua sendo – novos agentes culturais continuam desenvolvendo a tendência – um marco histórico a ser registrado.
A sonoridade do Movimento Musical 'Clube da Esquina', iniciado no final da década de 60 e mostrando o seu auge em meados da década de 70 quando Milton Nascimento e Lô Borges lançaram a obra-prima com o mesmo título do movimento: 'Clube da Esquina'. Grandes músicos nacionais, entre eles, Beto Guedes, Tavito, Toninho Horta, e letristas como Ronaldo Bastos e Fernando Brant foram renovando as sonoridades do rock-rural em baladas como Sal da Terra, Paisagem da Janela, Nascente, Para Lennon e McCartney, Amor de índio, Maria Maria, Trem azul, tendo como inspiração, principalmente, a música dos Beatles.

## Discografia

### SemZé Rodrix
- 1974 – Nunca
- 1975 – Cadernos de Viagem
- 1977 – Pirão de Peixe com Pimenta
- 1979 – Quatro
- 1982 – Dez anos juntos
- 1984 – Paraíso Agora
- 1986 – Harmonia
- 1988 – Cartas, Canções e Palavras
- 1990 – Vamos Por Aí
- 1994 – Sá & Guarabyra
- 1997 – Rio-Bahia
- 1999 – Orquestra Sinfônica de Americana ao Vivo
- 2018 – Cinamomo

### ComZé Rodrix
- 1972 – Passado, Presente & Futuro
- 1973 – Terra
- 2001 – Outra Vez na Estrada
- 2009 – Amanhã